# ویرشنگه
ویرشنگه (به لاتین: Wierśnie) یک روستا در لهستان است که در گمینا گیبه واقع شده‌است.